# Volta a Andalusia 1955
La Volta a Andalusia 1955 va ser la 2a edició de la Volta a Andalusia. La cursa es disputà entre el 30 de gener i el 6 de febrer de 1955, amb un recorregut de 1164,0 km repartits entre un vuit etapes, dues d'elles dividides en dos sectors. L'anterior edició s'havia disputat feia 30 anys.
El vencedor final fou l'espanyol José Gómez del Moral, que s'imposà per poc més de quatre minuts a Salvador Botella i més de cinc sobre Francesc Alomar. El vencedor de la classificació de la muntanya fou Jesús Galdeano.

## Etapes
| Etapa  | Data        | Recorregut                      | Km    | Vencedor d'etapa     | Líder de la general  |
| ------ | ----------- | ------------------------------- | ----- | -------------------- | -------------------- |
| 1ª     | 30 de gener | Màlaga - Màlaga                 | 72,0  | Miquel Poblet        | Miquel Poblet        |
| 2ª     | 31 de gener | Màlaga - Granada                | 187   | José Gómez del Moral | José Gómez del Moral |
| 3ª     | 1 de febrer | Granada - Jaén                  | 97,0  | Jesús Galdeano       | José Gómez del Moral |
| 4ª (a) | 2 de febrer | Jaén - Cabra                    | 118,0 | Jesús Galdeano       | José Gómez del Moral |
| 4ª (b) | 2 de febrer | Cabra - Còrdova                 | 78,0  | Antonio Barrutia     | José Gómez del Moral |
| 5ª     | 3 de febrer | Còrdova - Sevilla               | 135,0 | Mariano Corrales     | José Gómez del Moral |
| 6ª (a) | 4 de febrer | Sevilla - Sanlúcar de Barrameda | 121,0 | Francesc Massip      | José Gómez del Moral |
| 6ª (b) | 4 de febrer | Sanlúcar de Barrameda - Cadis   | 72,0  | Antonio Ferraz       | José Gómez del Moral |
| 7ª     | 5 de febrer | Cadis - La Línea                | 144,0 | Fernando Manzaneque  | José Gómez del Moral |
| 8ª     | 6 de febrer | La Línea - Màlaga               | 142,0 | Salvador Botella     | José Gómez del Moral |

## Classificació final
|    | Ciclista             | Equip    | Temps       |
| -- | -------------------- | -------- | ----------- |
| 1  | José Gómez del Moral |          | 30h 07' 19" |
| 2  | Salvador Botella     |          | + 4 05"     |
| 3  | Francesc Alomar      | Splendid | + 5' 44"    |
| 4  | Jesús Loroño         | Faema    | + 6' 21"    |
| 5  | Hortensio Vidaurreta |          | + 9' 06"    |
| 6  | Jesús Galdeano       | Gamma    | + 9' 42"    |
| 7  | Antón Barrutia       | Gamma    | ?           |
| 8  | Fernando Manzaneque  |          | + 15' 03"   |
| 9  | Francisco Moreno     |          | + 23' 02"   |
| 10 | Óscar Elguezábal     |          | + 26' 36"   |